# برزرک: آرک دوران طلایی
برزرک: آرک دوران طلایی (به ژاپنی: ベルセルク 黄金時代篇 Beruseruku Ōgon Jidai-hen) یک سه‌گانه فیلم سینمایی انیمه که بر پایه فصل اول مجموعه مانگا برزرک با نام «عصر طلایی» و به قلم کنتارو میورا ساخته شده است، و دارای خط داستانی یکسانی می‌باشد. دو فیلم اول به نام‌های برزرک گولدن ایج آرک ۱: تخم‌مرغ پادشاه و برزرک گولدن ایج آرک ۲: دستگیری دولدری در فوریه و ژوئن سال ۲۰۱۲ در ژاپن منتشر شدند و فیلم سوم نیز تحت عنوان ظهور در فوریه ۲۰۱۳ انتشار یافت.